# ⱷ
Cette page contient des caractères spéciaux ou non latins. S’ils s’affichent mal (▯, ?, etc.), consultez la page d’aide Unicode.
Le ⱷ, appelé phi sans queue, est un symbole utilisé par Halász Ignácz dans sa description du same de Pite de 1896. Il est composé d’un phi cursif sans hampe ascendante ‹ φ › dont la jambe descendante a été tronquée.

## Utilisation

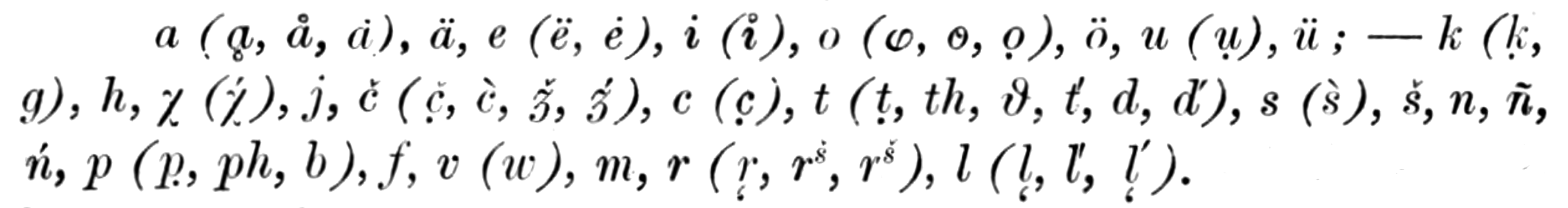
Symboles phonétiques utilisés par Halász en 1891.

Halász utilise le phi sans queue ‹ ⱷ › pour représenter une voyelle entre ‹ o › et ‹ ö ›, représentant respectivement [o] et [ø].

## Représentations informatiques
Le phi sans queue peut être représenté avec les caractères Unicode (Latin étendu C) suivant :
| formes    | représentations | chaînes de caractères | points de code | descriptions                           |
| --------- | --------------- | --------------------- | -------------- | -------------------------------------- |
| minuscule | ⱷ               | ⱷ                     | U+2C77         | lettre minuscule latine phi sans queue |